# Greg Gorman
Greg Gorman (Kansas, 1949) és un fotògraf estatunidenc de retrats de celebritats de Hollywood. El seu treball s'ha publicat en portades de revistes com Esquire, GQ, Interview, Life, Vogue, Newsweek, Rolling Stone, Time, Vanity Fair i el londinenc The Sunday Times. Encara que va estudiar fotoperiodisme a la universitat, la seva passió pel rock and roll el va portar al seu camp escollit quan va fotografiar Jimi Hendrix el 1968. Treballa principalment treballa en blanc i negre.
També ha dirigit vídeos musicals, anuncis de televisió i dissenys gràfics per als anunciants. El 2015 va exposar per primer cop a Catalunya amb l'exposició A distinct vision, al Tinglado 1 de Tarragona.

## Obra publicada

### Llibres
- Greg Gorman – Volume I (1989)
- Greg Gorman – Volume II (1991)
- Greg Gorman Inside Life (1996) (pròleg de John Waters) ISBN 978-0-8478-1998-0
- Greg Gorman As I see It (2001) ISBN 978-1-57687-087-7
- Greg Gorman Perspectives (2002)
- Greg Gorman: Just Between Us (2003) ISBN 978-1-892041-80-7
- Journal of the 21st Century: Greg Gorman (2007)
- The Odes of Pindar (21st Editions, 2007) ISBN 1-892733-36-6
- In Their Youth: Early Portraits (2009) ISBN 978-88-6208-097-2

### Col·laboracions
- No Excuses: Antonio Sabato Jr. Workout For Life per Greg Freitas i Greg Gorman (1999)
- Adonis: Masterpieces of Erotic Male Photography per Michelle Olley, Horst P. Horst, Nan Goldin i Greg Gorman (1999)